# 金埡鄉
金埡鄉，是四川省鄰水縣下轄的一個鄉鎮級行政單位。

## 沿革[1]
- 道光十四年（1834年），金埡場為縣三十六場之一。
- 民國4年(1915年)，金埡鄉屬第二保衛區，民國24年(1935年)屬第一區，民國29年(1940年)與延聖鄉合併為延金鄉。
- 1953年4月24日。第一區(城北區)公所從延勝鄉划出3個村，增建金埡鄉人民政府。1956年1月，金埡鄉併入延勝鄉，金埡鄉人民政府撤銷。